# Бессарабський ринок
Бессара́бський ринок (Бессара́бка) — критий (під дахом) ринок з торговою площею 896 м² на Бессарабській площі в західному кінці Хрещатика в Києві.
Побудований в 1910—1912 на гроші відомого цукрозаводчика Лазаря Бродського, призначені ним на цю мету в заповіті. Архітектор — Генрик Гай. Здійснював проєкт архітектор Михайло Бобрусов. Скульптурне оздоблення виконали учні українського скульптора Федора Балавенського, що навчалися у Київському художньому училищі: Тетяна Руденко-Щелкан (декоративне панно на фасаді), і Олександр Теремець (горельєф «Селянин з волами» і декоративне зображення гусей на металевих воротах), Петро Сниткін (горельєф «Молочниця»).
Урочисте відкриття ринку в присутності вищого керівництва міста і краю відбулося 3 (16) липня 1912 року.
Досі історики не мають єдиної версії щодо назви ринку. Багато хто вважає, що він зобов'язаний своєю назвою привозу з південних губерній, зокрема, з Бессарабії. Інші поділяють погляд київського історика-священика XIX століття Петра Лебединцева, який стверджував, що «бессарабією» у 1-й третині XIX століття називали місцевих «босяків». Босяки нібито знаходили собі притулок на тодішній південно-західній околиці Києва, і тому її прозвали «Бессарабкою».Сьогодні будинок ринку є комунальною власністю — належить Комунальному підприємству (КП) «Бессарабський ринок».
На думку киян і гостей столиці України, Бессарабський ринок є найдорожчим у Києві. Ідіоми «дорого, як на Бессарабці», або «ми ж не на Бессарабці» (у значенні «торг недоречний») міцно ввійшли в повсякденне життя киян.

## Історія місцевості
Довгий час територія, яку займає будівля Бессарабського критого ринку, знаходилася поза межами історичного міста, за лінією міського укріплення, що перетинав Хрещатик. За часів Київської Русі, приблизно вздовж вулиці Великої Васильківської, проходила «дорога в землю печенегов». У XVIII ст. на початку бульвару Т. Шевченка знаходилося лютеранське кладовище.
У 1830 — 40-х роках місцевість отримала назву «Новое строение» (Нова Забудова).
Сітка вулиць в районі Бессарабської площі сформувалась і була включена до меж міста після затвердження нового генерального плану Києва 1837 р. Впродовж майже всього ХІХ століття Бессарабська площа залишалась невпорядкованою. Крім базару, на Бессарабській площі розміщувалася «біржа» парокінних візників другого розряду

## Історія ринку

### Торгова площа
Торгівля на площі велася задовго до побудови будівлі ринку. До початку XX століття, Бессарабка перетворилася на торгову площу, суцільно вкриту різноманітними торговими павільйонами. Місце було знамените тим, що тут збиралися босяки і люди промишляли розбоєм і грабунком. З'являтися в районі Бессарабки ввечері було небезпечно.
Вирішити проблему намагалися з кінця ХІХ ст. Пропонувалося, наприклад, влаштувати на Бессарабці подобу критого ринку, використавши для цієї мети шість переносних павільйонів машинного відділу Київської сільськогосподарської виставки 1897 р.
У 1904 р. в Київській міській управі були розроблені креслення нових базарних крамниць. Втілити в життя ці проєкти не вдалося.

### Проєкт критого ринку
Безпосереднім поштовхом до будівництва критого ринку на Бессарабській площі став заповіт померлого 19 вересня 1904 р. мільйонера Лазаря Бродського. Заповідач відмовив 500 тисяч рублів на влаштування в Києві критого ринку, з умовою, щоб міське управління видавало щороку із суми 22.500 руб. допомогу єврейській лікарні, бактеріологічному інституту, єврейському училищу в Києві, іншим благодійним установам.
До детальної розробки програми будівництва приступили тільки в 1908 р., бо місто довго не хотіло брати гроші цукрозаводчика через додаткові умови, які були у заповіті.
Спочатку була розроблена програма будівництва з визначенням роду і кількості торгових місць. В той самий час міське управління отримало пропозицію від Санкт-Петербурзького санітарно-технічного інституту скласти проєкт і кошторис критого ринку в Києві. Цю пропозицію не прийняли.
12 січня 1908 р. Комісія з влаштування критого ринку розглянула варіант, представлений гласним Думи М. Буковинським, але його проєкт був також відхилений.
Після цього було вирішено вести проєктування за формою закритого архітектурного конкурсу.
Для проєктування Комісія розробила детальну програму. До критого ринку планували включити не тільки торговий павільйон і окремо розташований квітковий ринок, а й Міську публічну бібліотеку (Згодом ця ідея була відхилена, пізніше її спорудили в Царському Саду, нині-Національна бібліотека України). Двоповерхова будівля з магазинами в першому поверсі і публічною бібліотекою на верхніх поверхах, солідністю і красивим фасадом мала прикрасити Хрещатик. За головною будівлею мав стояти центральний ринковий павільйон площею близько 950 кв. сажнів. Вартість всього проєкту не повинна була перевищувати 500 тисяч рублів.
До участі запросили київських архітекторів Е. Братмана, О. Кобелєва, О. Кривошеєва, одесита А. Мінкуса, Г. Гая з Варшави і фірму Родаковського. Другу премію отримав одесит А. Мінкус, киянин О. Кобелєв посів лише третє місце. А першою була названа робота Г. Гая. Проєкт виявився занадто дорогим — 725.000 рублів, отже, його довелося переробити і здешевити до 537 тисяч шляхом зменшення декору.

### Будівництво споруди
У1910-му, фірма «Гугель і Калмановський», що виграла торги на підряд, розгорнула роботи під наглядом цивільного інженера Михайла Бобрусова. Він вдосконалив проєкт, запропонувавши використати підвал для влаштування підсобних приміщень.
Конструкція ринку була неймовірно складною. Товсті цегляні стіни поєднувалися з багатотонним металевим склепінчастим каркасом, на який спиралося перекриття скляного даху. Світлопроникний дах, що спирається на металеву ферму, дозволила домогтися недоступною до цього часу освітленості внутрішнього простору. Досвіду будівництва подібних споруд у місцевих архітекторів не було і щоб краще підготуватися до роботи, інженер М. П. Бобрусов був навіть відправлений до Європи для огляду та ознайомлення з пристроєм критих ринків, які існують у великих містах Західної Європи.
Підготовчі роботи почалися в кінці жовтня — на початку листопада 1909 р. В листопаді 1910 р. завершили кладку стін, на яку витратили близько 4 млн цеглин. Протягом зими 1911 р. встановлювали конструкції покриття. З весни 1911 р. почалося внутрішнє опорядження будівлі. 4 березня 1912 р. закінчені монтажні роботи будівлі критого ринку оглянули члени міської думи.
Освячення нового критого ринку відбулося 3 липня 1912 р. На церемонії нікельовані ключі від воріт ринку були передані головою будівельної комісії міському голові І. М. Дьякову, а той вручив їх завідувачу базарним відділенням управи П. М. Плахову. На закінчення церемонії було оглянуто всю будівлю ринку і машинне відділення в підвалі, де були встановлені перші в Києві холодильники. Урочистості закінчилися о 2.30 пополудні. З цього моменту ринок був оголошений відкритим.

### Радянський період
У 1920 роки в магазинах критого ринку торгували кооперативні організації, в магазині № 7 знаходилося правління Київського товариства споживачів «Життя». Продовжував працювати і відкритий Бессарабський базар, що простягнувся вздовж Басейної вулиці.
У 1933 році окремі приміщення ринку на Бессарабській площі в Києві було передано судово-медичній лабораторії Наркомату охорони здоров'я.
Під час Другої світової війни будівля ринку в цілому не постраждала, але було суттєво пошкоджено меблі та торгове обладнання.
У 1960 роки ринок реконструювали, але дбайливо і до наших днів він дожив, зберігшись майже без змін.
За даними 1969 року у будівлі Бессарабського ринку розміщувалися: готель «Колгоспний», їдальня, фірми «Сервіс» і «Радість», Укроптбакалія, Галантерейторг, Скупторг, Хлібторг, 2-й трест їдалень. В кімнатах на другому поверсі ще проживало 8 родин
Постановою Ради Міністрів УРСР від 06.09.1979 № 442 ринок визнаний пам'яткою національного значення за охоронним номером № 899.
У 2001 році біля Ринку було споруджено підземний торговельний комплекс «Метроград», що спричинило губний вплив на будівлю Ринку.

## Архітектура
Бессарабський критий ринок вважається однією з кращих в Києві пам'яток раціонального модерну.
Композиція споруди симетрична, вирішена поєднанням розташованого в центрі домінуючого об'єму головної торговельної зали і двоповерхового об'єму, що охоплює його по периметру. В архітектурі  чітко втілено планово-функціональну логіку й раціонально-художні властивості матеріалів та конструкцій, які виявились основними художніми засобами її архітектурної виразності.
Прикметним став відхід від застосування в архітектурі споруди історичних стильових форм. Використані художні можливості нових матеріалів, зокрема, металу. Яскравим відображенням віяння доби є включення до архітектури фасадів металевих перемичок вітрин та вікон, випусків анкерів, ліхтариків тощо. Велике значення в архітектурі фасадів мають двоповерхові вітринні вікна, що займають майже всю їх поверхню, перериваючись лише в місцях входів, які напроти, підкреслено вмонтовані в масивні стіни.
Звертають на себе увагу дві башточки, що акцентують лівий і правий фланги будови. Вони розташовані там не лише для пропорційної необхідності.  В одній з них розмістили бак для води, в іншій — компресор для технічних потреб ринку.
Мистецької виразності фасадів досягнуто за допомогою скульптурного декору у стилістиці українського народного мистецтва, який на тлі раціоналізму архітектурних засобів трактується реалістично, акцентуючи лише важливі в композиційному сенсі ділянки стін.
Фасади ринку прикрашені рельєфами на пасторальні теми: «Молочниця», «Селянин з биками», «риби». Арки входів вінчають голови биків. Автори рельєфів скульптори Тетяна Руденко, Олександр Теремець, учні Балавенський Федір Петрович і Сніткін Петро Васильович. Решітки воріт прикрашені качками, що злітають з озерної гладі, і навіть головки заклепок виконані у вигляді квітів.

## Інтер'єр
Сучасні дослідники архітектури підкреслюють раціональний підхід, що  характерний для вирішення інтер'єрів. Найважливішою особливістю архітектурно-художнього задуму є «оголеність» металевих ажурних конструкцій головної зали, що були виготовлені за спеціальним замовленням на Сумському машинобудівному заводі (був заснований у 1896 р.).
Мистецтвознавець Т. Скібіцька пише: «Справжньою симфонією зі скла і металу  є торгова зала ринку. Її скляний купол тримається на десяти високих металевих тришарнірних арках-фермах, виведених у зал на зразок колон (проєкт інженера П. Рабцевича). Тектоніка конструктивної структури зали  диктує архітектуру форми, де оголені арочні „ребра“ включені як основний елемент у формування інтер'єру. Це надає йому особливої легкості і незвичної краси, створюючи асоціації з храмовим інтер'єром або ж конструкцією фантастичного корабля».
Ще одним важливим елементом оформлення інтер'єру стала полив'яна плитка, якої вкрито стіни зали й підлогу (збереглася частково). Вона була вироблена акціонерним товариством керамічних заводів  «Дзевульський і Лянге» з міста Опочно (Польща).
На початку 1960-х рр. були проведені чергові роботи з ремонту та реконструкції ринку. Замість електричних були встановлені лампи денного освітлення, замість старих скринь — торгові столи, покриті білою глазурованою плиткою. Під час цих робіт були втрачені торговельні павільйони, зроблені з використанням литого чавуну та кованих деталей, облицювання керамічною плиткою стін, підвісні люстри та чавунні опори з ліхтарями.

## Зображення

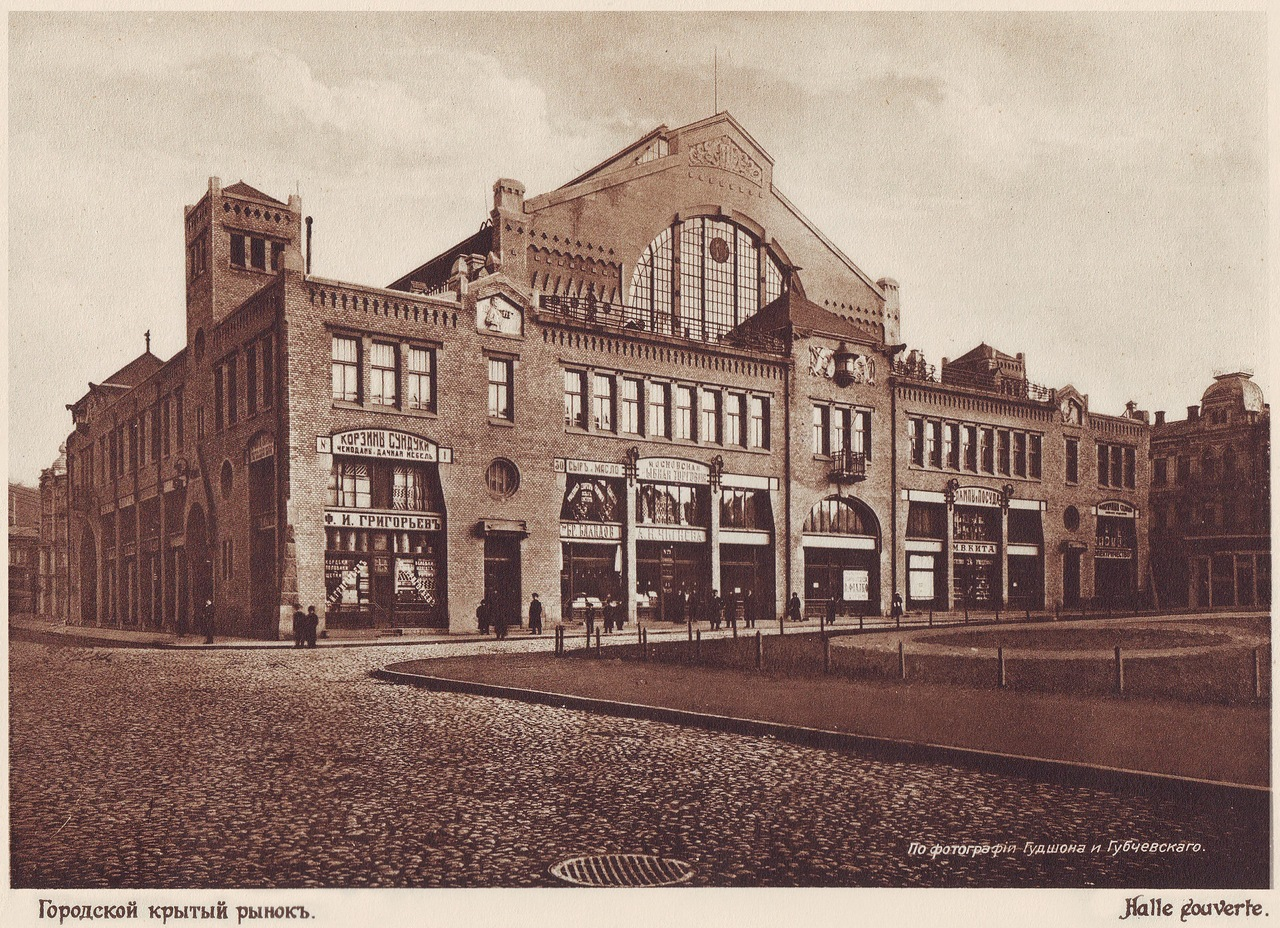
Київський міський ринок, 1910-ті роки
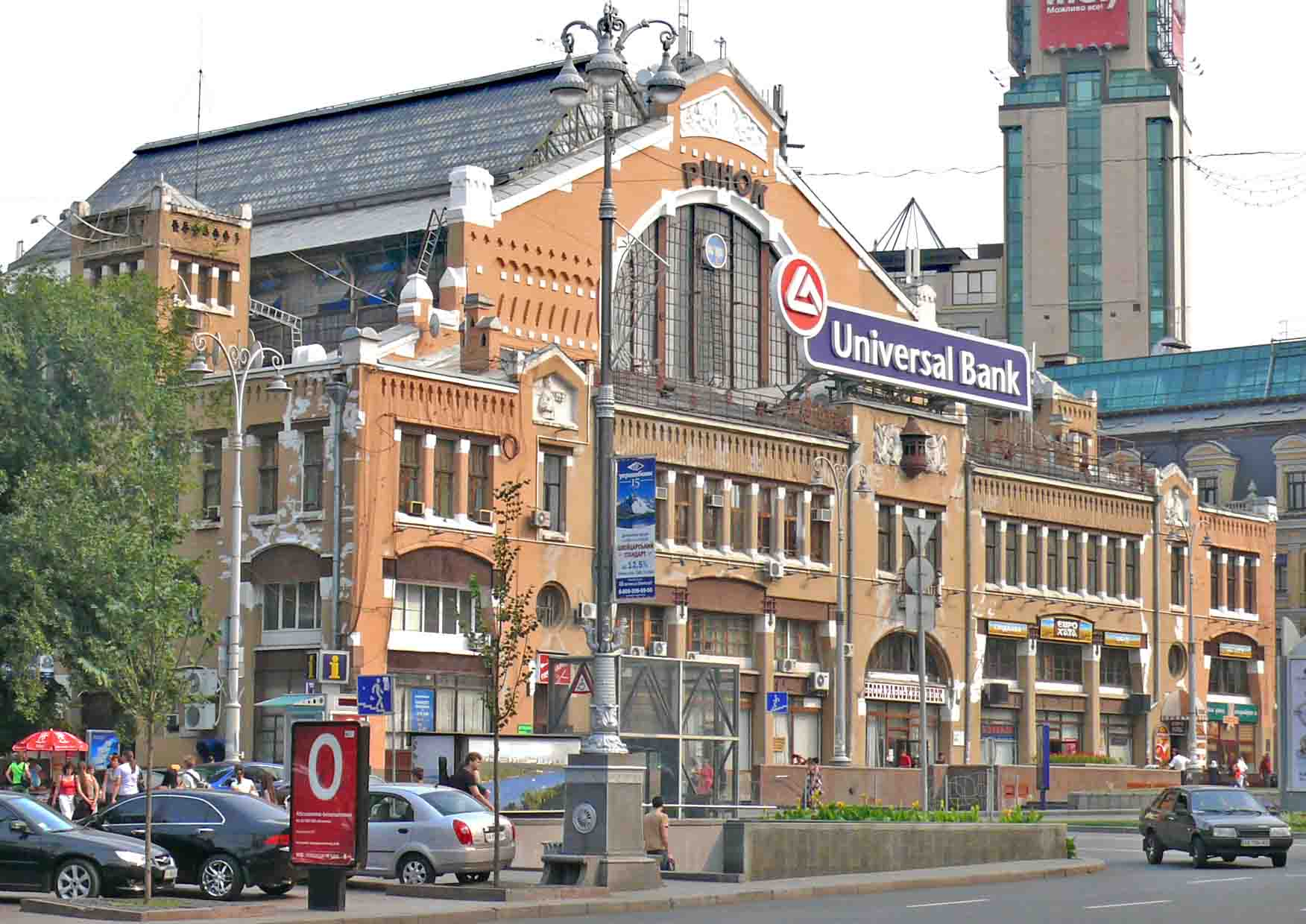
Вигляд із Хрещатика
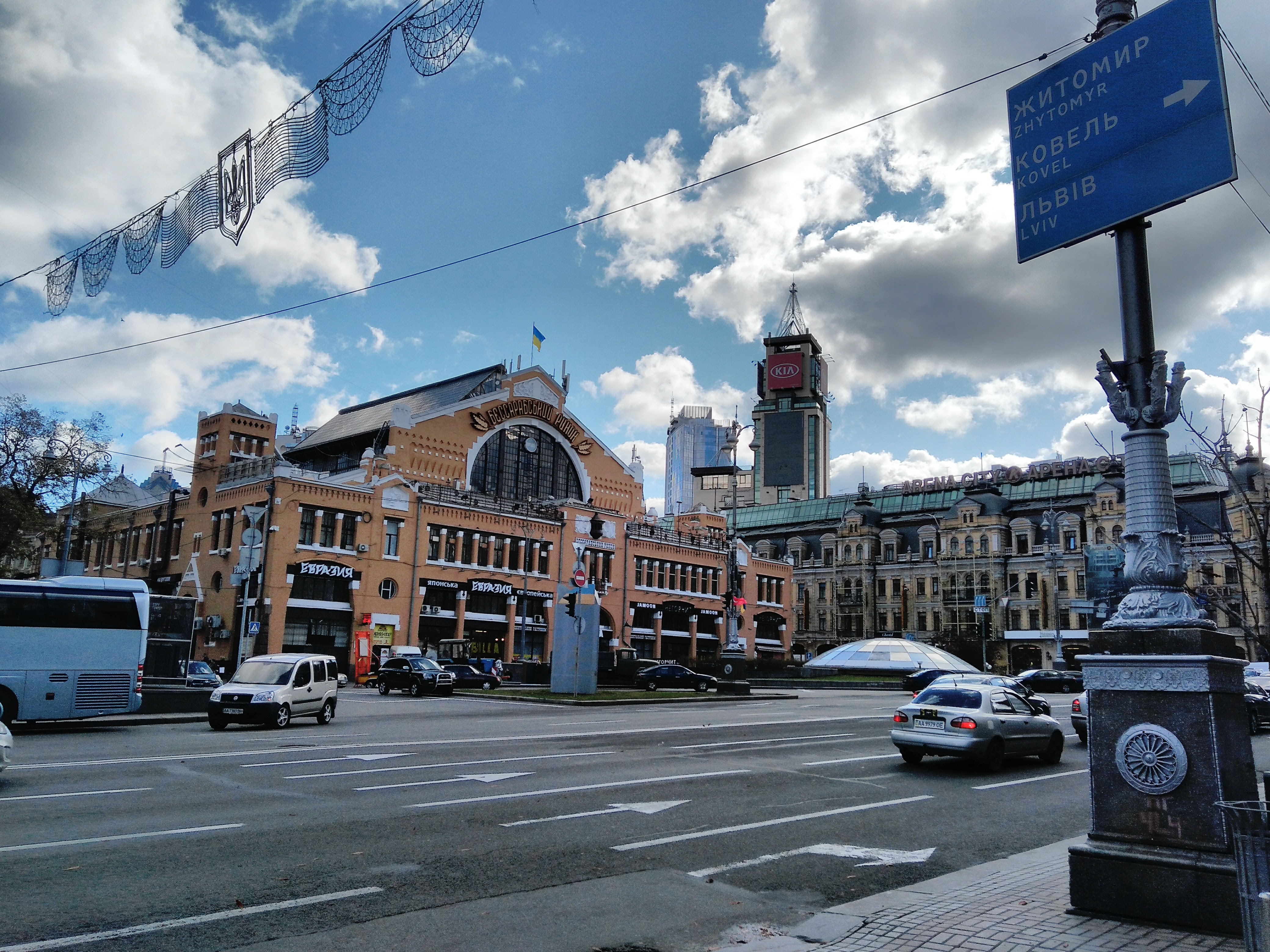
Вигляд із Хрещатика (2017 рік)
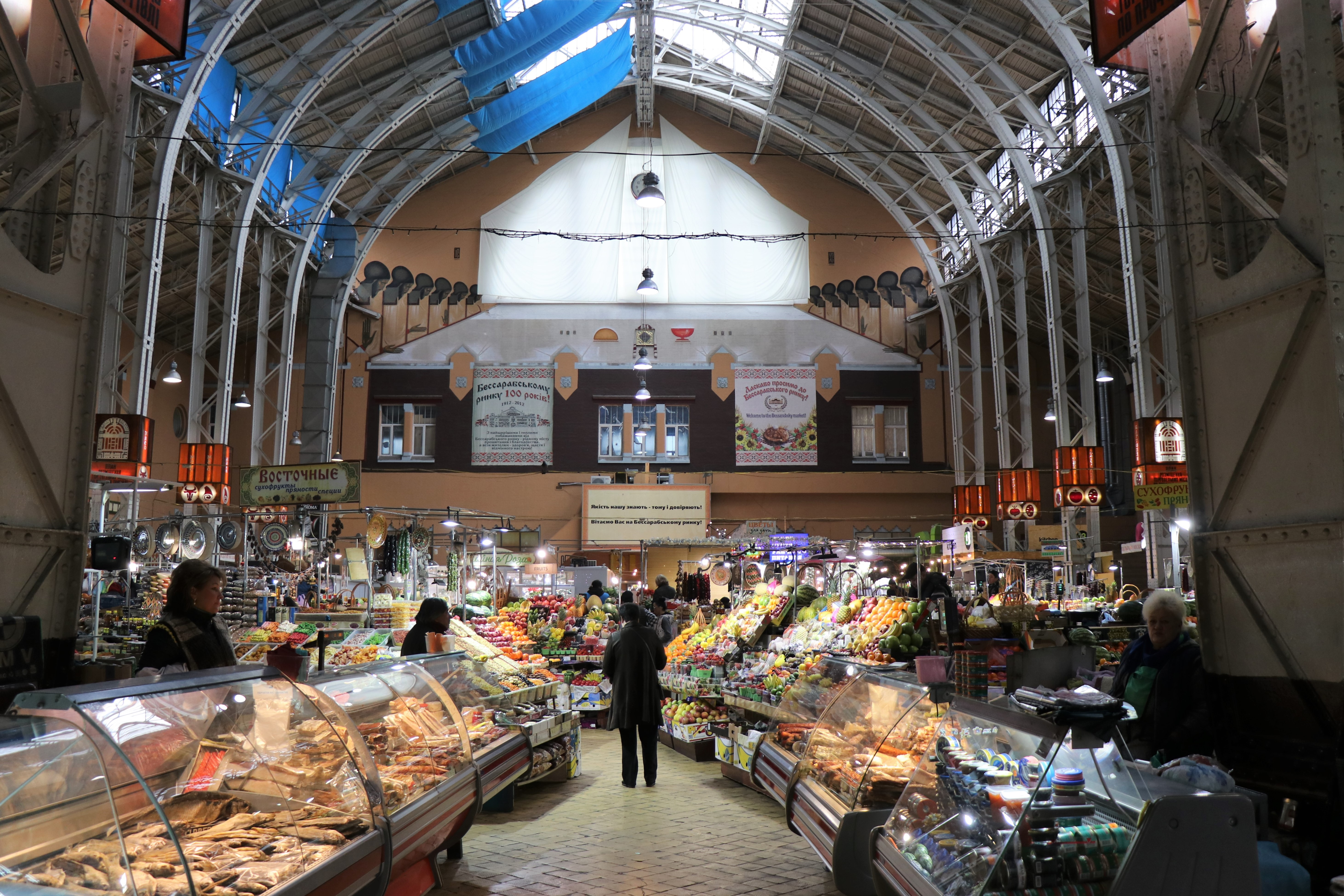
Торговельні ряди
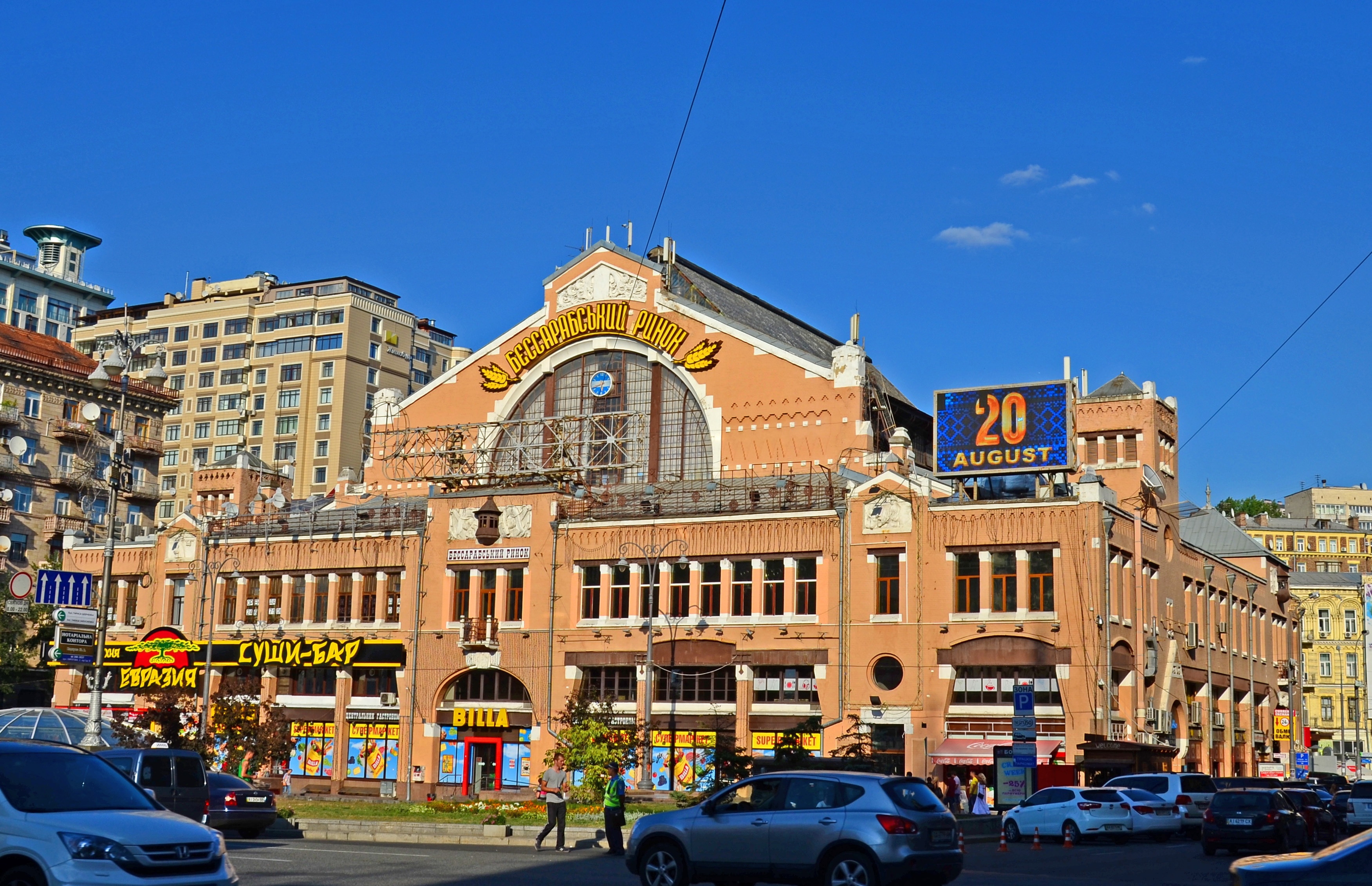
Вигляд із бульвару Тараса Шевченка, 2013